# Scanner per legname
Uno scanner per l'industria del legname fa parte di un sistema elettronico ed informatico che misura e gestisce le caratteristiche geometriche, ottiche e strutturali del legno, durante le prime fasi della sua lavorazione, ovvero quelle successive al taglio di tronchi d'albero. Uno o più sistemi di questo tipo sono installati lungo le linee di trasporto delle segherie, per automatizzare la lavorazione di tronchi, travi, tavole e pannelli.

## Prodotto e funzionalità
Uno scanner per legname consente di automatizzare la produzione delle segherie. Supporta o sostituisce il lavoro, spesso molto ripetitivo, dell'uomo su questo tipo di linee produttive, velocizzando la lavorazione senza perdita di precisione e accuratezza nelle misurazioni. L'elaborazione e la gestione informatica di queste misure consentono le operazioni più avanzate, come ad esempio il taglio virtuale dei tronchi o la classificazione automatica delle tavole. Questo permette di minimizzare gli sprechi di materia prima e al tempo stesso di massimizzarne il rendimento.
Questo tipo di scanner, per quanto possa essere di diversa forma e dimensione, è comunemente costituito di una struttura metallica che nel complesso protegge (anche dalla segatura nell'aria e dalla luce) e sostiene i sensori ottici ed elettromagnetici al suo interno. Grazie a varie tecnologie di scansione (una o in combinazione fra loro) a laser, colori, infrarosso, onde radio o raggi X, questo dispositivo è in grado di misurare le suddette proprietà di un pezzo di legname che lo attraversa.
Le informazioni rilevate ed elaborate sono principalmente utilizzate per ottimizzare il taglio o per classificare la qualità del legname semilavorato lungo la filiera o dei prodotti finali. L'utente interagisce con il sistema tramite una interfaccia grafica su terminale (schermo, tastiera e mouse oppure schermo sensibile al tocco) e può personalizzare completamente il comportamento del programma: impostando, per esempio, le dimensioni dei prodotti finali che vuole ricavare o il criterio di classificazione per assegnare loro il grado di qualità (con cui verranno instradati in vari scomparti).